# Synagogue de Soultz-sous-Forêts
La synagogue de Soultz-sous-Forêts est un monument historique situé à Soultz-sous-Forêts, dans le département français du Bas-Rhin.

## Localisation
Ce bâtiment est situé à Soultz-sous-Forêts, rue de la Bergerie.

## Historique
La synagogue a été reconstruite en 1827, aux lieu et place d'un édifice plus ancien, puis démolie en 1897 et enfin remplacée par la synagogue actuellement maison des Associations. 
Cette dernière, endommagée au cours de la Seconde Guerre mondiale, a été reconstruite en 1962.

L'édifice fait l'objet d'une inscription sur l'Inventaire supplémentaire des monuments historiques par arrêté du 16 août 1994.

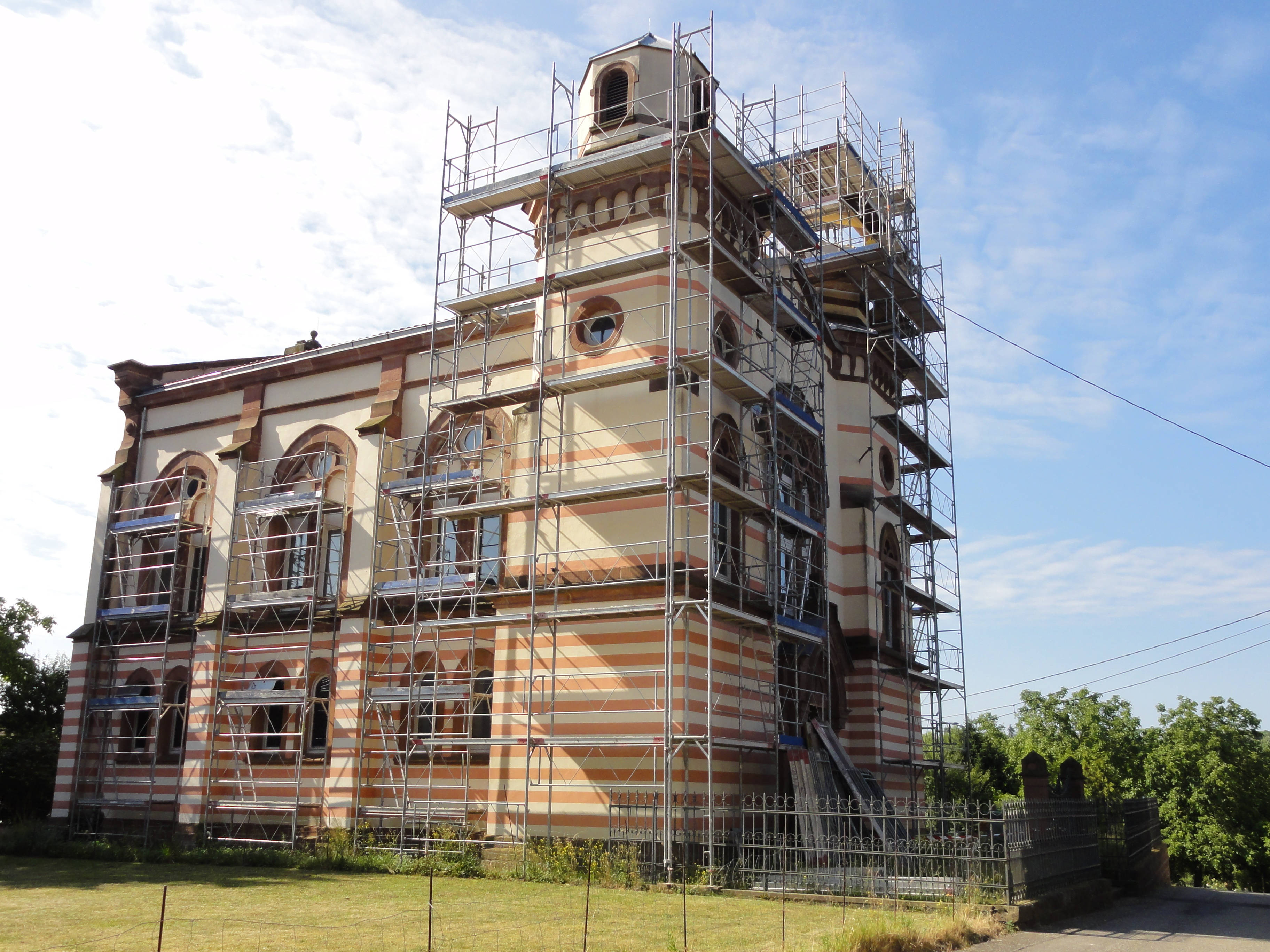
Restauration en 2015.
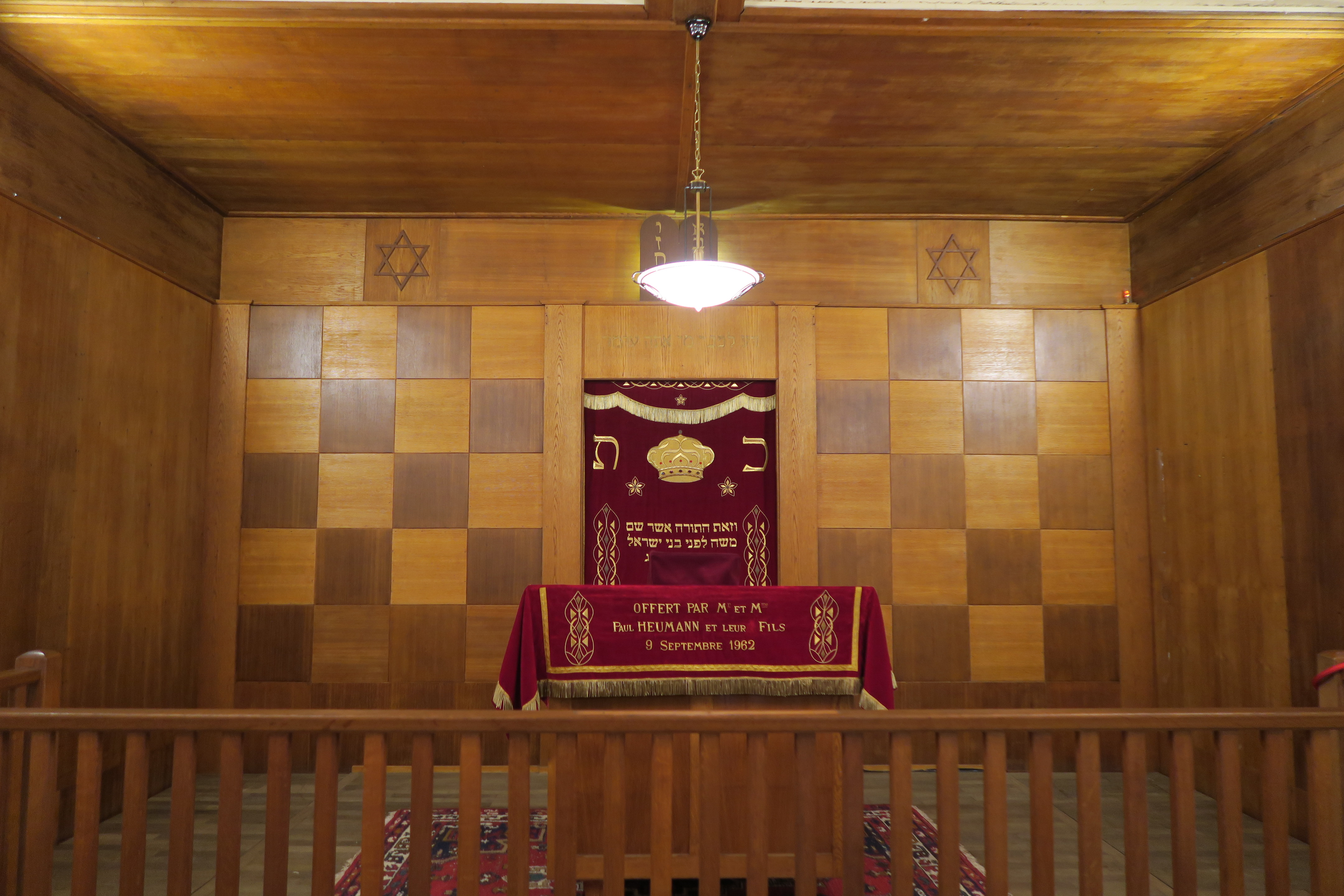
Intérieur